# Final Fantasy IV
Final Fantasy IV (jap. ファイナルファンタジーIV Fainaru Fantajī Foo) – gra komputerowa z gatunku jRPG wyprodukowana i wydana przez Square Co., Ltd. w 1991 roku. Pierwsza północnoamerykańska edycja nazywała się Final Fantasy II. W Europie Zachodniej i Polsce zadebiutowała po raz pierwszy w 2002 roku pod tytułem Final Fantasy Anthology (w zestawie sprzedawana razem z Final Fantasy V). Oryginalnie wydana na Super Nintendo Entertainment System, następnie na PlayStation (razem z Chrono Trigger), WonderSwan Color, Game Boy Advance, Wii i Windows.